# Paul Nguyễn Công Anh
Paul Nguyễn Công Anh (1919-2008) là người Việt Nam duy nhất cho đến thời điểm này được tôn vinh Người dân ngoại công chính bởi Yad Vashem. Ông được ghi công bởi hành động giúp đỡ người Do Thái trong Thế chiến thứ hai.

## Ghi nhận
Paul Nguyễn Công Anh được sinh ra ở Việt Nam, bấy giờ vẫn còn là một thuộc địa của Pháp. Sinh trưởng trong một gia đình giàu có và mang quốc tịch Pháp, khi đến tuổi thanh niên, ông di cư sang Pháp và theo học tại Đại học Nice. Tại đây, ông gặp người bạn gái Jadwiga Alfabet, một người Do Thái tị nạn từ Ba Lan và cũng là một sinh viên. Hai người đã trở nên thân thiết.
Mùa hè năm 1942, cảnh sát Pháp bắt đầu bắt trục xuất những người Do Thái có quốc tịch ngoại quốc, gồm cả một số người thân của Jadwiga. Paul, vốn có quốc tịch Pháp, đã làm đám cưới với Jadwiga ngày 5 tháng 9 năm 1942, với hy vọng bằng cách có được quốc tịch Pháp, cô sẽ không phải bị trục xuất. Họ sau đó chuyển đến Clermont-Ferrand, sau đó trở lại Nice vào năm 1943 khi thành phố còn dưới sự kiểm soát của người Ý và còn tương đối an toàn. Tuy nhiên, đến tháng 9 năm 1943, Đức tái chiếm Nice và nguy cơ bị trục xuất lại xuất hiện. Từ thời điểm này, ông đã giấu vợ, người dượng và dì của vợ ông, Jakub và Salome Berliner và con trai nhỏ của họ, Roland. Xoay xở được giấy tờ giả, tháng 11 năm 1943, ông sắp xếp một người buôn lậu đưa Jakub đến Thụy Sĩ. Ông tiếp tục sắp xếp một cuộc hành trình thứ hai cho Salome Berliner và đứa con nhỏ của bà.
Paul và Jadwiga Nguyễn có với nhau hai con gái. Yad Vashem đã công nhận Paul như một Người dân ngoại công chính vào ngày 30 tháng 4 năm 2007. Ông là người Việt duy nhất được công nhận vinh dự này. Ngoài ra, ông còn được nhà nước Pháp trao tặng Bắc Đẩu Bội tinh đệ Ngũ đẳng.